# Sân vận động JIT Recycle Ink
Sân vận động JIT Recycle Ink (JIT リサイクルインク スタジアム) là một sân vận động đa năng nằm ở Kōfu, Yamanashi, Nhật Bản. Khánh thành năm 1985, nơi đây hiện có sức chứa 17,000 khán giả và là sân nhà của câu lạc bộ Ventforet Kofu.

## Thư viện ảnh

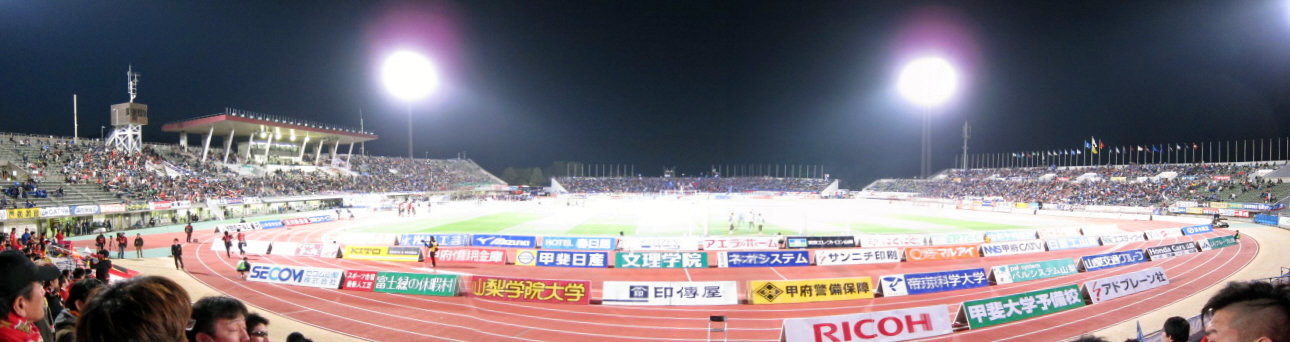
Toàn cảnh sân

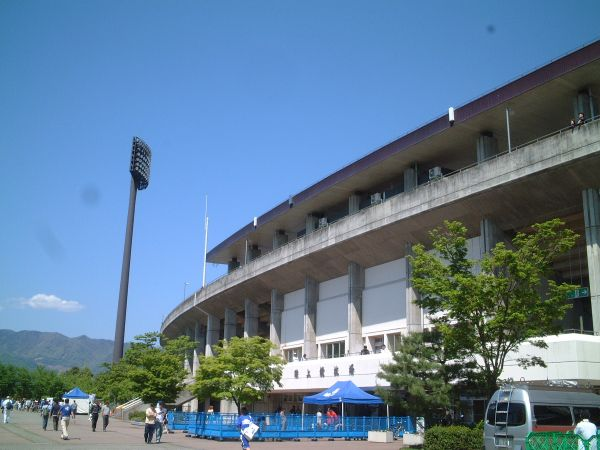
Ngoài sân
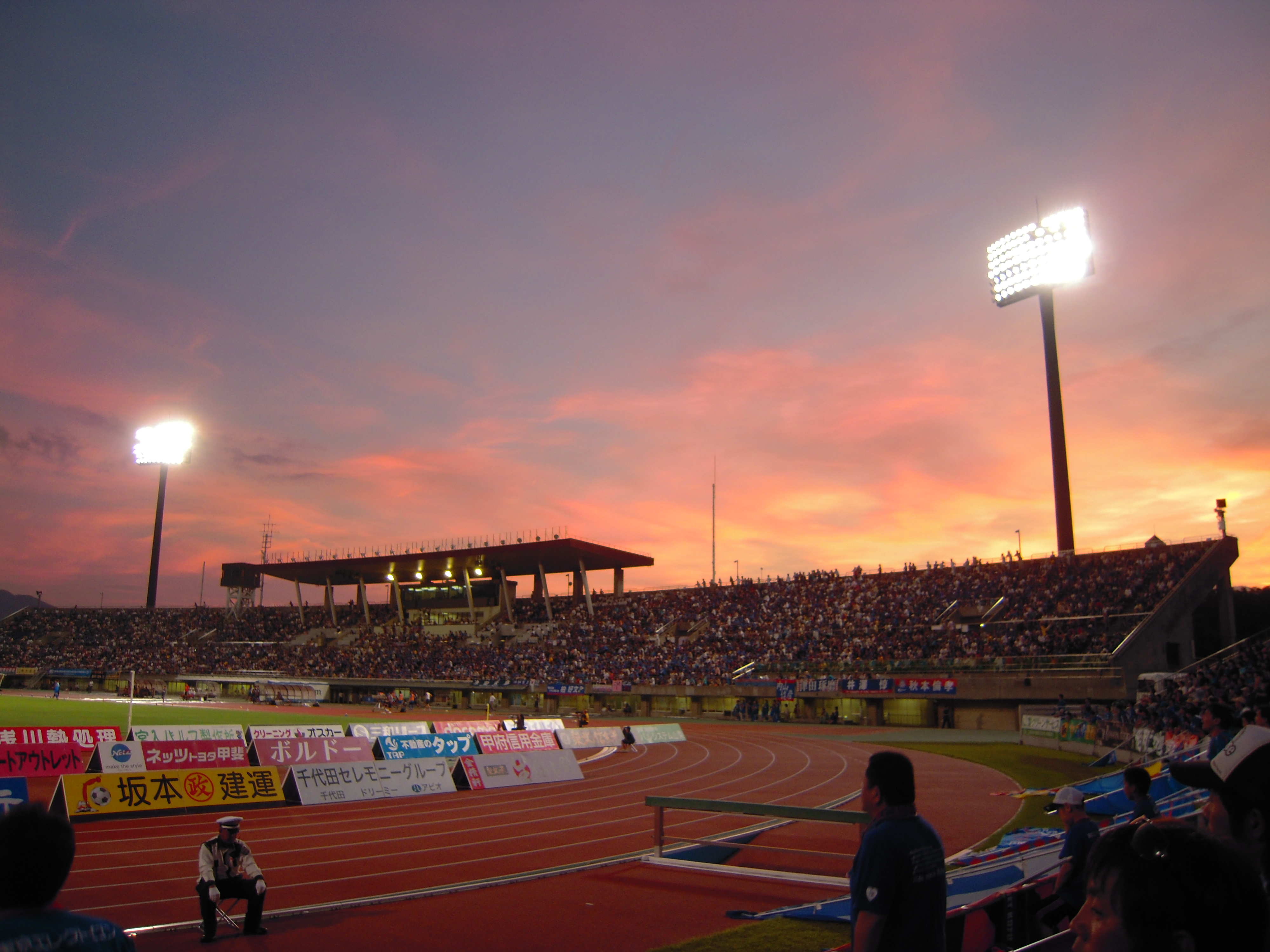
Khán đài chính
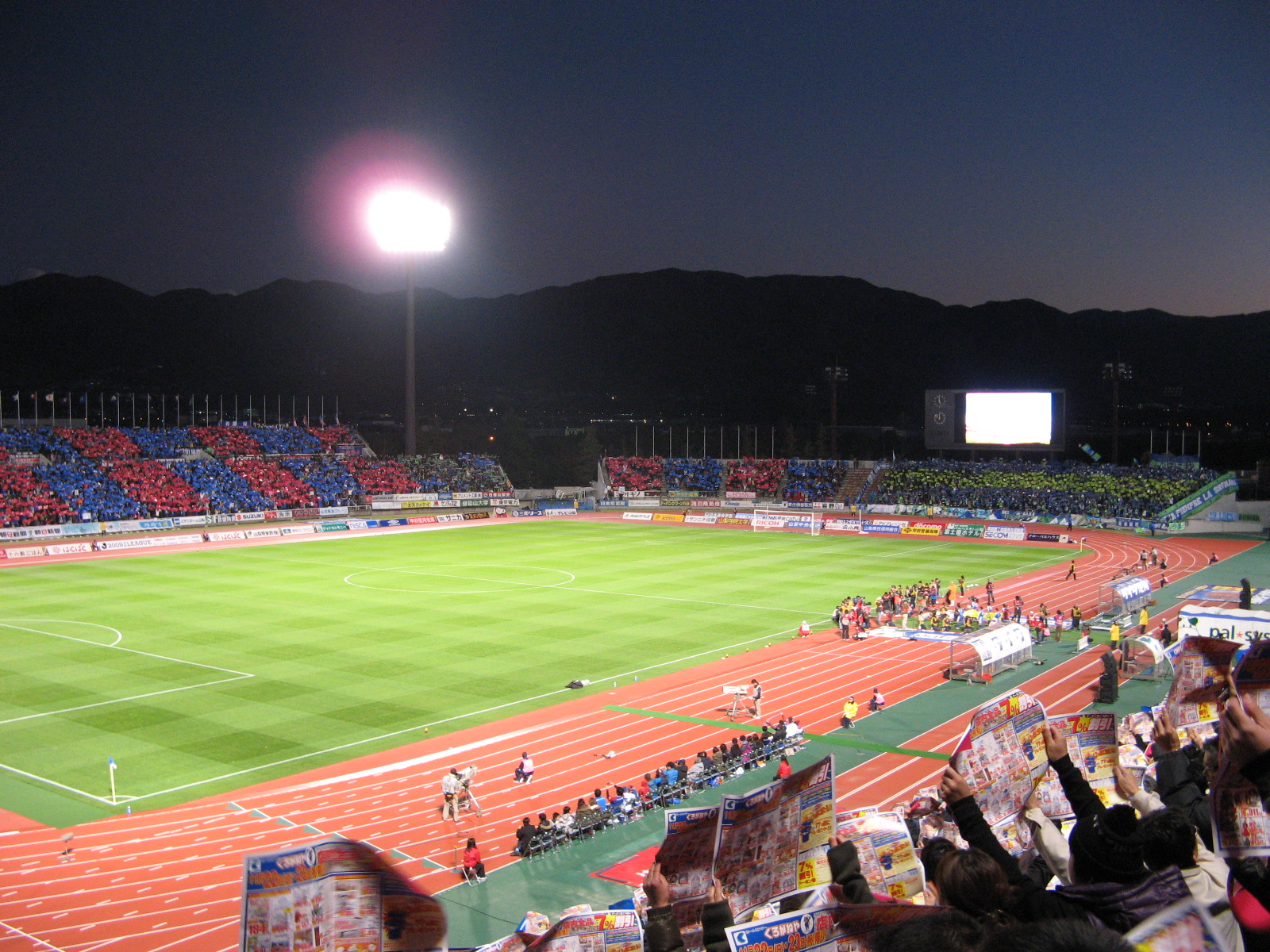
Một trận đấu của câu lạc bộ Ventforet